# Еузебио
Еузебио да Силва Ферейра (на португалски: Eusébio da Silva Ferreira, на португалски първото му име се произнася по-близко до Еузѐбиу) е именит португалски футболист, централен нападател. Роден е на 25 януари 1942 г. в Мапуто, Мозамбик, познат и само като Еузебио, и получил прякорите Черната перла, Черната пантера и Краля. Играта му се помни със скоростта, бързия дрибъл и изключително силния и точен удар с десния крак. Носител е на Златната топка и два пъти на Златната обувка. Той е една от най-големите звезди в историята на футбола.

## Кариера
Еузебио е може би най-великият афро-португалски играч на всички времена. Той е португалски шампион по спринтовите дисциплини 100, 200 и 400 метра за младежи до 19 години. Играе за ФК „Бенфика“ (Лисабон) в продължение на петнадесет години и е най-добрият голмайстор на отбора си оттогава. Печели 11 титли на Португалия. В края на своя първи пълен сезон, на 20-годишна възраст, Еузебио вкарва два гола, а Бенфика бие великия Реал Мадрид на Ди Стефано, Пушкаш и Хенто с 5:3 на финала за КЕШ в Амстердам. Така с неговата заслуга Бенфика завоюва Купата на европейските шампиони през 1962 година.
Еузебио е избран за европейски футболист номер едно за 1965 г. и Носител на Златната топка за 1965 г. Той помага на португалския национален отбор да достигне до престижното трето място и бронзовите медали на световното първенство по футбол през 1966 г., като става голмайстор на шампионата с 9 гола и е обявен за най-добър играч на първенството. Четири от тези попадения на Еузебио са срещу Северна Корея на стадион „Гудисън Парк“, след като Португалия губи с 0:3 в началото на мача и накрая побеждава с 5:3. Тези голове го правят легенда. Еузебио и Португалия губят от Англия на полуфинала на стадион „Уембли“ с 1:2. Черната перла е със сълзи на очи в края, прегърнат от Боби Чарлтън, който вкарва двата гола за Англия. След като Англия става шампион, Чарлтън печели Златната топка за 1966 г., а Еузебио му отстъпва само с една точка в класирането. Еузебио ще бъде прегърнат от Чарлтън отново след като Манчестър Юнайтед побеждава Бенфика на същия стадион на финала за КЕШ две години по-късно. Мачът завършва с аплодисментите на Еузебио за вратаря Алекс Степни, който прави изключително спасяване срещу него и обръща развоя на мача. „Фактът, че аплодира вратаря преди да се прибере, показва какъв човек е той“, заявява Степни.
Носител е 2 пъти на Златната обувка за голмайстор №1 на всички клубни шампионати в Европа – през 1968 г. с 42 гола и през 1973 г. с 40 гола.
Еузебио бележи общо 727 гола в 715 мача за цялата си кариера. Вкарва е 473 гола в 440 мача за „Бенфика“ (от тях 317 гола в 301 официални срещи) с екипа на „Бенфика“, които включват серия от 223 гола в 162 мача, разпростираща се в пет сезона от 1963 до 1968 г.
За Португалия записва 41 попадения в 64 срещи. Считан е за най-известния играч на Бенфика и на Португалия заедно с Кристиано Роналдо. Избран е на девето място от двадесет за най-добър футболист на планетата в анкета на Международната федерация по футболна история и статистика IFFHS (International Federation of Football History & Statistics).
За да бъде отпразнувана годишнината на УЕФА през 2003 г., Еузебио е избран за златен футболист на Португалия от Португалската Футболна Федерация. Обявяват Еузебио за най-добър футболист през последните петдесет години. През 2004 г. Пеле казва за Еузебио, че е един от най-добрите сред 125-те най-велики живи футболисти в списъка ФИФА 100.
Почива на 5 януари 2014 г. в Лисабон. Погребан е в гробището Люмиар в Лисабон. Осем дни след смъртта му другата жива легенда на португалския футбол – Кристиано Роналдо, при получаването на Златната топка за 2013 г. посвещава наградата си на Еузебио.
На 5 януари 2015 г., на първата годишнина от смъртта му, участъкът от втория кръг на стадион „Луж“ в Лисабон е наречен „Avenida Eusébio da Silva Ferreira“, в присъствието на семейството на Еузебио, кмета Антонио Коста, президента на Бенфика – Луис Филипе Виейра и други клубни директори и спортни личности, като плочата е открита от вдовицата му Флора.
Тленните останки на Еузебио са прехвърлени в Националния пантеон на Португалия „Санта Енграсия“ на 3 юли 2015 г.